# 東森超視
EBC東森超視，原名「超級電視台」，是東森電視旗下的頻道之一，與東森綜合台共用節目播出。

## 沿革

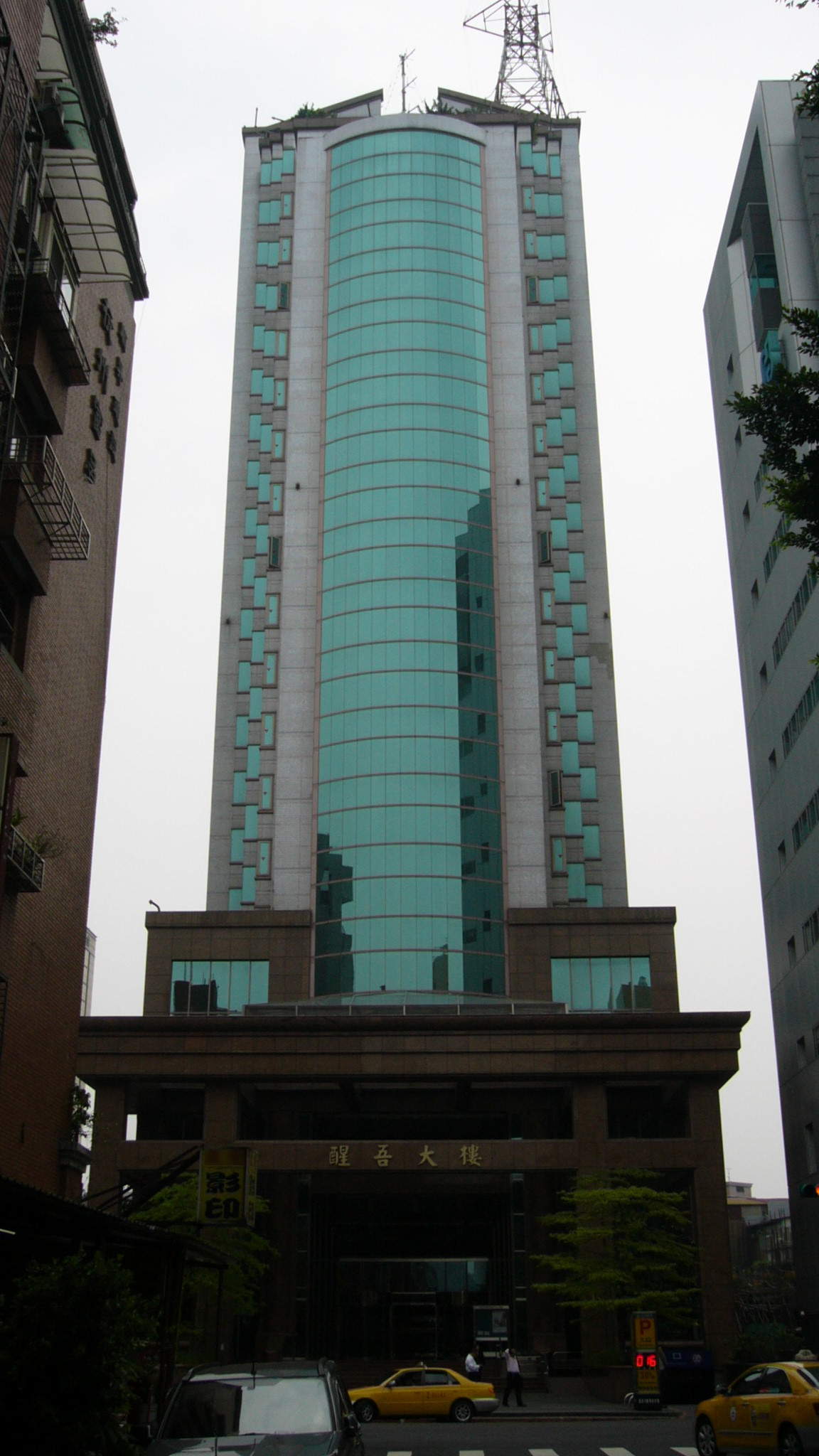
超視第一代總部所在的醒吾大樓

超級電視台（超視）是兩位香港媒體人岑建勳、陳冠中在台灣成立的有線電視頻道，東森電視入主以前均由「超級傳播股份有限公司」（Super Communications Inc.）經營，第一代總部位於台北市中正區杭州南路一段15之1號「醒吾大樓」19、18、17、9樓及地下2樓，主要股東包括台灣的協和育樂與香港的超級電視有限公司（Super Television Limited）。超視最初定頻在第13頻道，首任董事長許安進、首任總裁岑建勳，開播時口號「一台抵三台，節目更精彩」標榜獨立經營、不像老三台有黨政軍背景。超視成立時設節目部與新聞部，以「超視新聞」（STV News）為新聞統一品牌。
- 1995年8月30日，超級傳播成立，總部設於醒吾大樓。
- 1995年9月16日，超級電視台試播。
- 1995年10月10日，超視開播，啟用客服專線（(02)393-1133）。
- 1996年7月4日，超視董事長許安進撤資並辭職[2]。
- 1996年12月，「超視二台」開播。
- 1997年8月，超視與新力影業以互相投資的方式合作，新力影業投資超視新台幣5億元。
- 1997年10月，為因應1997年中華民國縣市長選舉，超視新聞部（經理葉樹姍）、《新新聞》（社長王健壯）聯合社會立法運動聯盟（召集人施信民）等社會運動團體組成「超媒體、新媒體、跨社團1997縣市長選舉新聞網」，並設立本次活動的專屬網站《台灣戰國志》[3]。
- 1998年，因為經營困難，超視進行大規模組織調整，將15個一級部門改為「節目部、新聞部、製播部、業務部、管理部」5個一級部門。
- 1999年初，超視已經虧損將近新台幣20億元，持有超視8成以上股權的新力影業入主超視，決議將節目策略改為著重戲劇節目，新聞部裁員一半，縮減新聞節目，外購新聞及製作新聞專題；超視識別標誌改為套用新力娛樂電視（Sony Entertainment Television）商標，但以「超視」二字取代新力娛樂電視標誌的「Sony Entertainment Television」字樣。超視二台改制為AXN台灣版，即與此有關。
- 1999年4月，《自立晚報》社長周天瑞說，他離開環球電視以後，本已決定不再置身電視圈，但新力影業有人希望他能協助超視脫離每日例行性新聞的廝殺戰場、而專注在專題報導上，他才進入超視；但他進入超視後發現，新力影業入主後的超視被一群無法作最後決策的受雇者管理，其中的外國人大多希望以衛視中文台或HBO為楷模、走娛樂路線，本地人又希望能製作專題報導來關懷本土；在超視內部都不清楚自身定位的情況下，無論《自立晚報》有無向他展開挖角，他都會決定離開超視。
- 2000年7月24日，太平洋建設總經理章啟明宣布投資並參與經營超視，投資超視金額共計新台幣7千萬元，拿下超視3成股權[4]。
- 2000年9月1日記者節，超視裁撤新聞部，超視新聞走入歷史，不再製作每日新聞節目，不過仍計劃推出新聞專題節目[5]。

- 2001年，定頻於有線電視33頻道。

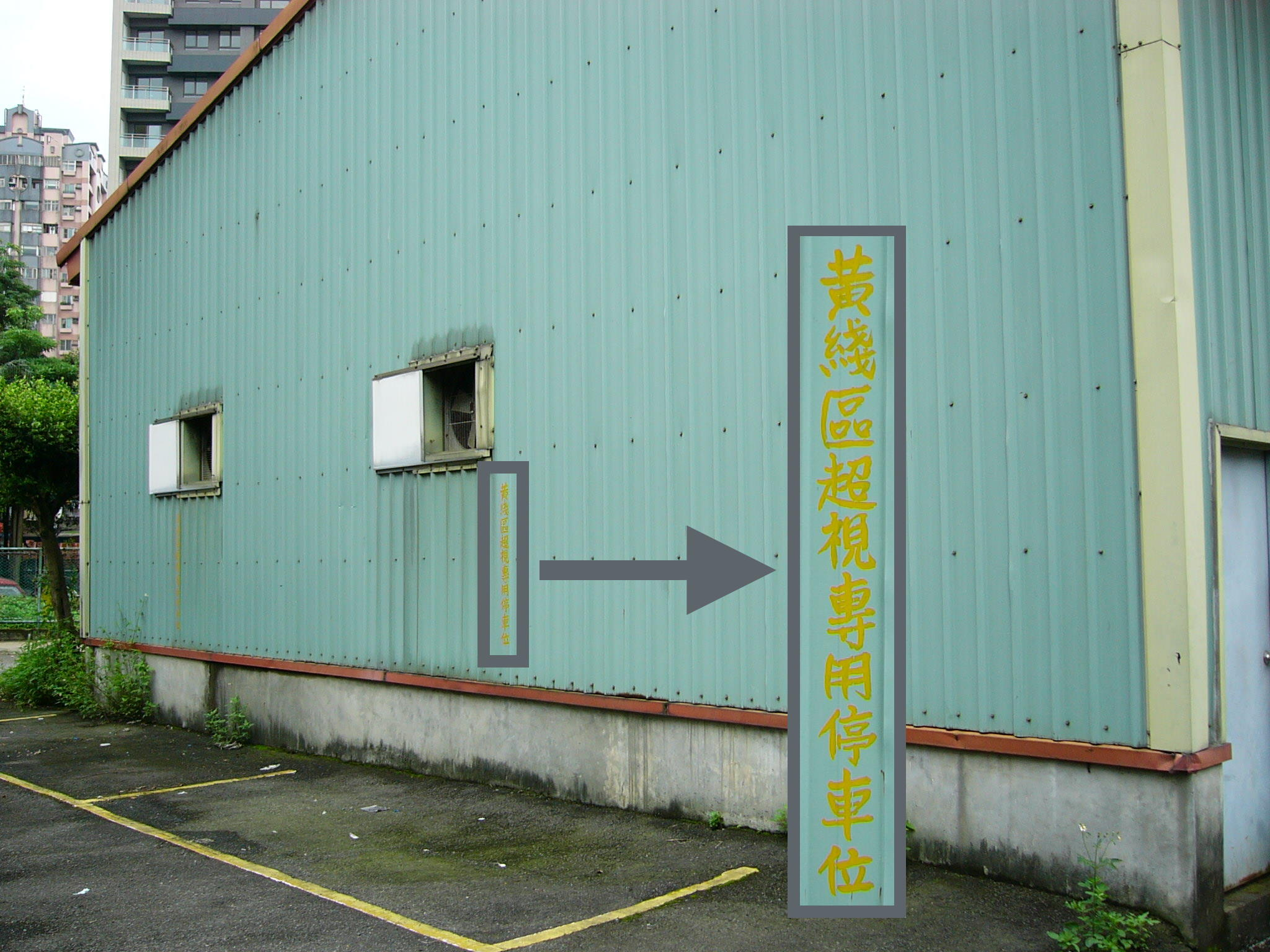
超視與中視策略聯盟時期合用中視大樓後方停車場，停車場鐵皮屋上的「黃綫區超視專用停車位」字樣即是當時的印記。

- 2001年3月22日，與華視簽約，組成策略聯盟。
- 2001年6月13日，改與中視簽約組成策略聯盟。
- 2001年7月1日，將總部遷至中視大樓4樓，擁有485坪的辦公室，且與中視共享工程硬體設備[6]。女歌手張清芳主持的歌唱節目《戀戀金曲》與中視新聞主播春華主導的兒童英語教學節目《ABC To Go》[7]，就是超視與中視聯合製作的節目。超視總部後來又搬遷至台北市內湖區瑞湖街，和年代電視共用同棟大樓。
- 2002年5月31日，宣布行銷部總監張碩方於本年6月1日升任節目部副總裁，遞補已於本年初離職的節目部副總裁葉天健的職缺；張碩方表示，超視身為新力影業集團一員，責任為執行其全球性策略，未來戲劇、綜藝、談話性節目都將朝高品質、國際化目標邁進。

- 2002年9月5日，新力影業退出超視，東森電視入主超視，超視識別標誌改為黃色球形商標，商標中央有一黑色英文字母「S」。

- 2003年12月31日，首次主辦首屆的《台北最high新年城》跨年晚會，超視新聞部三位女主播劉佳佳、薛楷莉、吳中純首度同台公開亮相，與超視總經理吳健強、台北101金融大樓總經理林鴻明一同剪綵慶賀「超視黃金新聞」將在2004年1月5日開播，由新聞部副總監胡德順、新聞部採訪主任周長勝掌舵，18點整開播的《超級黃金新聞雜誌》主持人為薛楷莉，19點整開播的《超級黃金新聞決戰320》主持人為劉佳佳，20點整開播的《政治秘密檔案》主持人為吳中純與張友驊。
- 2008年3月初，東森電視董事會通過決議，《東森新聞報》（ETtoday.com）與超視育樂台結束營運；超視也向國家通訊傳播委員會（NCC）提報，超視育樂台在2008年5月1日終止營運。
- 2010年10月4日，《超視晚間新聞》與《超級星新聞》開播，《超視晚間新聞》播出時間為每週一至週五20:00至21:00，《超級星新聞》播出時間為每週一至週五21:00至22:00[8]。
- 2011年1月，改由東森電視接手，並在2月1日開始在美國南加州無線數位電視(ATSC)62.6頻道播送超視美洲台。后改为34.5频道。
- 2011年7月，改以16:9格式播出。
- 2011年9月，高畫質版本的「超視HD」開始播放。
- 2012年6月9日，獲得日本職棒賽事轉播權。
- 2013年3月18日，啟用第五代頻道識別標誌，識別標誌為一個粉紅色的對話框，中央有一藍綠色中文字「超視」。
- 2013年12月，首次取得《2013新北市歡樂耶誕城》演唱會
- 2015年11月10日，超視變更為東森超視，並啟用第六代頻道識別標誌，台標為「EBC東森超視HD」。
- 2020年10月7日，獲得國高中籃球之外，國高中排球、足球、壘球、啦啦隊錦標賽和熱舞大賽賽事轉播權。[9]
- 2024年1月1日，三大有線電視上架東森超視，是最後一個上架東森超視的有線電視系統[10]。

## 历代台标
| LOGO | 備註                                         |
| ---- | -------------------------------------------- |
|      | 超級電視台第一至四代標誌（由上至下依序排列） |
|      | 超級電視台第五代標誌（此為台徽統一前使用）   |

## 外部連結
- 東森超視 （页面存档备份，存于）（繁體中文）
- 超視美洲台 （页面存档备份，存于）（繁體中文）
- YouTube上的東森超視頻道（繁體中文）
- YouTube上的ETTV America 東森美洲電視頻道（繁體中文）